# Henrik Forsberg
Hans Henrik Forsberg (Borlänge, 16 febbraio 1967) è un ex sciatore nordico svedese attivo sia nello sci di fondo sia nel biathlon.
È marito di Magdalena, a sua volta sciatrice nordica di alto livello.

## Biografia
In Coppa del Mondo di sci di fondo ottenne il primo risultato di rilievo il 12 marzo 1988 a Falun (5°), il primo podio il 9 dicembre 1990 a Tauplitzalm (3°) e l'unica vittoria il 9 marzo 1991 a Falun. Dal 1999 si dedicò prevalentemente al biathlon; in Coppa del Mondo di biathlon esordì quello stesso anno a Pokljuka (84°) e ottenne il primo podio nel 2001 a Lake Placid (3°).
In carriera prese parte a quattro edizioni dei Giochi olimpici invernali, Albertville 1992 (gareggiando nel fondo: 12° nella 10 km, 37° nella 50 km, 9° nell'inseguimento, 4° nella staffetta), Lillehammer 1994 (gareggiando nel fondo: 12° nella 30 km, 6° nella staffetta), Nagano 1998 (gareggiando nel fondo: 56° nella 10 km, 25° nella 30 km, non conclude la 50 km, 31° nell'inseguimento, 4° nella staffetta) e Salt Lake City 2002 (gareggiando nel biathlon: 63° nella sprint, 47° nell'individuale, 14° nella staffetta), a quattro dei Campionati mondiali di sci nordico (5° nella 50 km Thunder Bay 1995 e nella staffetta a Trondheim 1997 i migliori risultati), e a tre dei Campionati mondiali di biathlon (12° nella staffetta a Oslo/Lahti 2000 il miglior risultato).

## Palmarès

### Sci di fondo

#### Coppa del Mondo
- Miglior piazzamento in classifica generale: 6º nel 1991
- 10 podi (4 individuali, 6 a squadre[2]):
  - 1 vittoria (individuale)
  - 4 secondi posti (1 individuale, 3 a squadre)
  - 5 terzi posti (2 individuali, 3 a squadre)

##### Coppa del Mondo - vittorie
| Data         | Località | Nazione | Specialità |
| ------------ | -------- | ------- | ---------- |
| 9 marzo 1991 | Falun    | Svezia  | 30 km TL   |

Legenda:

TL = tecnica libera

### Biathlon

#### Coppa del Mondo
- Miglior piazzamento in classifica generale: 29º nel 2001
- 2 podi (entrambi individuali):
  - 1 secondo posto
  - 1 terzo posto